# 19835 Zreda
19835 Zreda è un asteroide della fascia principale. Scoperto nel 2000, presenta un'orbita caratterizzata da un semiasse maggiore pari a 2,3189244 UA e da un'eccentricità di 0,1784415, inclinata di 3,58822° rispetto all'eclittica.